# Temporada 1975-1976 del Club Joventut Badalona
La temporada 1975-1976 va ser la 37a temporada en actiu del Club Joventut Badalona des que va començar a competir de manera oficial. La Penya va disputar la seva 20a temporada consecutiva a la màxima categoria del bàsquet espanyol, acabant la competició en la tercera posició, repetint la classificació aconseguida la temporada anterior. Aquesta temporada també va ser semifinalista de la Copa Korac i campió de la Copa del Generalíssim.

## Resultats
Copa Korac
A la Copa Korac l'equip va quedar eliminat a semifinals en perdre davant el Chinamartini Palla Torino italià. Abans de quedar eliminat, havia eliminat el MTV Wolfenbüttel (Alemanya Occidental) a la ronda prèvia, i va superar la lligueta de quarts com a primer classificat del seu grup.
Lliga espanyola
A la lliga espanyola finalitza la primera fase de 12 equips en la tercera posició, classificant-se per la segona fase en la que també serà tercer.
Copa del Generalíssim
El Joventut va guanyar aquesta edició de la Copa del Generalíssim, disputada a Cartagena, la darrera que es va disputar sota aquesta denominació. A semifinals va eliminar l'Estudiantes i a la final va derrotar el Reial Madrid CF per 99 a 88.

## Plantilla
La plantilla del Joventut aquesta temporada va ser la següent:
| Club Joventut Badalona: plantilla 1975-76 |
| Jugadors                                  |
| Lluís Miguel Santillana                   |
| Víctor Manuel Escorial                    |
| Miguel Ángel Estrada                      |
| Joan Filbà                                |
| Josep Maria Margall                       |
| Manel Bosch                               |
| Jordi Cairó                               |
| Lauro Mulà                                |
| Ernest Delgado                            |
| Frank Costello                            |
| Juan Ramon Fernández                      |
| Entrenador                                |
| Eduard Kucharski (baixa)                  |
| Josep Maria Meléndez                      |